# Georges Aubrey
Georges Aubrey, né à Verviers le 4 août 1928 et mort à Ixelles le 1er novembre 1975) est un acteur belge.

## Filmographie
- 1979 : Le Tiercé de Jack (TV)
- 1976 : Du bout des lèvres : Monsieur Dejasse
- 1975 : Printemps en hiver (TV)
- 1973 : Ras le bol
- 1967 : Le Départ
- 1961 : Six heures, chaussée d'Antin (TV)
- 1959 : Un week-end fantastique : Monsieur Martin

## Théâtre
- Du vent dans les branches de sassafras, Théâtre national de Belgique, 1965.
- Le Capitaine Fracasse d’après Théophile Gautier par Jean Collette, 1970.
- La Farce des ténébreux de Michel de Ghelderode, 1970.

## Doublage
- 1957 : Dupond et Dupont

## Distinctions
- 1956 : Ève du Théâtre
- 1961 : Prix d'interprétation masculine au Festival international de Barcelone, ex aequo avec Paul Roland, pour son interprétation de Connaissez-vous la voie lactée ? de Karl Wittlinger au Théâtre de Poche.